# Michael Wimmer (Fußballtrainer)
Michael Wimmer (* 18. Juni 1980 in Dingolfing) ist ein deutscher Fußballtrainer.

## Karriere

### Spieler im Amateurbereich
Wimmer spielte in der Jugend beim FC Dingolfing, der SpVgg Landshut sowie beim TSV 1860 München und war bei den Herren im höheren Amateurbereich aktiv. Nachdem er die Jugend durchlaufen hatte, wechselte er zur Saison 1999/2000 zum SV Lohhof und absolvierte 30 Spiele in der drittklassigen Regionalliga Süd. Der Aufsteiger stieg jedoch als abgeschlagener Tabellenletzter wieder in die Bayernliga ab. Wimmer schloss sich daraufhin zur Saison 2000/01 den Amateuren der SpVgg Greuther Fürth in der fünftklassigen Landesliga Bayern an und stieg mit ihnen in die Bayernliga auf. Dort absolvierte er in der Saison 2001/02 18 Spiele (ein Tor). Anschließend kehrte Wimmer zur Saison 2002/03 zu seinem Heimatverein FC Dingolfing in die sechstklassige Bezirksliga zurück und stieg mit dem Verein in die Landesliga auf. In der Winterpause 2005/06 schloss er sich in der Bayernliga dem FC Ismaning an und absolvierte bis zum Saisonende 9 Spiele. Daraufhin kehrte Wimmer erneut zum FC Dingolfing zurück und spielte dort bis zum Ende seiner Laufbahn nach der Saison 2009/10.

### NLZ-Trainer in Nürnberg
Bereits als Spieler war Wimmer Trainer an einem DFB-Stützpunkt und trainierte die A- (U19) sowie C-Junioren (U15) des FC Dingolfing. Zur Saison 2010/11 wurde er im Alter von 30 Jahren hauptberuflich im Nachwuchsleistungszentrum (NLZ) des 1. FC Nürnberg angestellt und übernahm die U15 als Cheftrainer. Im September 2012 wurde Wimmer bei der zweiten Mannschaft, die in der viertklassigen Regionalliga Bayern spielte, Co-Trainer von Michael Wiesinger. Als dieser im Januar 2013 die Profimannschaft übernahm, wurde Dieter Nüssing bis zum Ende der Saison 2012/13 Cheftrainer. Mit dem Beginn der Saison 2013/14 assistierte er Roger Prinzen.
Anfang Oktober 2013 wurde er Cheftrainer der B1-Junioren (U17). Mit ihnen war er in den Spielzeiten 2013/14, 2014/15 und 2015/16 in der B-Junioren-Bundesliga aktiv. Nach dem Abstieg in die B-Junioren-Bayernliga wurde Wimmer zur Saison 2016/17 Cheftrainer der B2-Junioren (U16). Zur Saison 2017/18 kehrte er zur U17 zurück, die wieder in die Bundesliga aufgestiegen war.

### Co-Trainer im Profibereich
Vor der Saison 2018/19 wechselte Wimmer in die Bundesliga zum FC Augsburg, bei dem er neben Tobias Zellner und Jonas Scheuermann Co-Trainer von Manuel Baum wurde. Im Januar 2019 wurde mit Jens Lehmann noch ein weiterer Co-Trainer verpflichtet. Anfang April 2019 wurden Baum und Lehmann im Abstiegskampf freigestellt; neuer Cheftrainer wurde Martin Schmidt. Gemeinsam schafften sie am Saisonende den Klassenerhalt.
Zur Saison 2019/20 wechselte Wimmer in die 2. Bundesliga zum VfB Stuttgart und wurde beim Absteiger neben Rainer Ulrich sowie Rainer Widmayer Co-Trainer des ebenfalls neu eingestellten Cheftrainers Tim Walter. Nachdem Walter und Ulrich in den Winterpause entlassen worden waren, assistierte er ab Januar 2020 gemeinsam mit Widmayer dem neuen Cheftrainer Pellegrino Matarazzo. Wimmer und Matarazzo kannten sich bereits, da dieser von 2010 bis 2017 ebenfalls im NLZ des 1. FC Nürnberg tätig gewesen war. Am Saisonende schaffte der VfB den direkten Wiederaufstieg in die Bundesliga. Vor der Saison 2020/21 verließ Widmayer den Verein; neue Assistenten neben Wimmer wurden Michael Kammermeyer und Peter Perchtold (bis Saisonende). Wimmer begann zudem im Sommer 2020 den Lehrgang zum Fußballlehrer (Pro Lizenz). Diesen schloss er im Mai 2021 erfolgreich ab.
Im Oktober 2022 trennte sich der Verein nach einem schwachen Saisonstart ohne Sieg aus den ersten neun Spielen der Saison 2022/23 von Matarazzo und Kammermeyer. Wimmer übernahm die Mannschaft daraufhin interimsweise. Nach einem 4:1-Sieg gegen den VfL Bochum, einem 6:0-Sieg gegen den Zweitligisten Arminia Bielefeld im DFB-Pokal und einer 0:5-Niederlage bei Borussia Dortmund entschied der Verein, dass Wimmer bis zur Winterpause und damit auch in den verbleibenden vier Ligaspielen verantwortlich bleiben werde. Aus diesen Spielen holte er mit der Mannschaft zwei Siege und zwei Niederlagen, womit man nach dem 15. Spieltag mit 14 Punkten auf dem Relegationsplatz in die Winterpause ging, die aufgrund der Weltmeisterschaft 2022 in Katar bereits Mitte November begann. In der Winterpause trennte sich der Vorstand um Alexander Wehrle vom Sportdirektor Sven Mislintat, der als Fürsprecher Wimmers galt. Anschließend wurden Fabian Wohlgemuth als Sportdirektor und Bruno Labbadia als Cheftrainer verpflichtet. Da Labbadia mit Bernhard Trares und Benjamin Sachs zwei eigene Co-Trainer mitbrachte, verließ Wimmer den Verein.

### Cheftrainer
Nach rund einem Monat ohne Klub übernahm Wimmer dann Anfang Januar 2023 den österreichischen Bundesligisten FK Austria Wien als Nachfolger von Manfred Schmid. Die Saison 2022/23 beendete er mit der Austria als Fünfter, über das Playoff qualifizierte er sich schließlich mit den Wienern für die Qualifikation zur UEFA Europa Conference League. In dieser scheiterte er in der folgenden Spielzeit mit dem Team in der dritten Runde an Legia Warschau. Im Mai 2024 trennte sich die Austria einen Spieltag vor Saisonende von Wimmer, der Verein belegte zu jenem Zeitpunkt nur den achten Tabellenrang.
Im Februar 2025 verpflichtete der schottische Club FC Motherwell Wimmer als Nachfolger von Stuart Kettlewell. Der Verein stand nach dem 26. Spieltag der Saison 2024/25 mit 31 Punkten auf dem achten Platz. Unter Wimmer holte das Team aus sieben Spielen acht Punkte und musste als Tabellenachter an den Abstiegs-Play-offs teilnehmen. In ebenjenen konnte der FC Motherwell drei Spiele gewinnen, erzielte ein Remis und verlor eine Partie, sodass der Klassenerhalt gelang.
Zur Saison 2025/26 kehrte Wimmer nach Deutschland zurück und wurde Cheftrainer des SSV Jahn Regensburg, der zuvor in die 3. Liga abgestiegen war.